# Аджайи, Семи
Олувасемилого Адесево Ибидапо «Семи» Аджайи (англ. Oluwasemilogo Adesewo Ibidapo "Semi" Ajayi; род. 9 ноября 1993, Крейфорд, Большой Лондон) — нигерийский футболист, защитник английского клуба «Вест Бромвич Альбион» и сборной Нигерии.

## Карьера в сборной
Аджайи дебютировал за сборную Нигерии в матче квалификации на Кубок африканских наций 2019 против сборной Сейшельских Островов, заменив травмированного Чидози Авазима на 73-й минуте.

## Награды
Награждён орденом Нигера за взятие 2 места на Кубке африканских наций 2023 в составе сборной Нигерии.